# Zoolandia

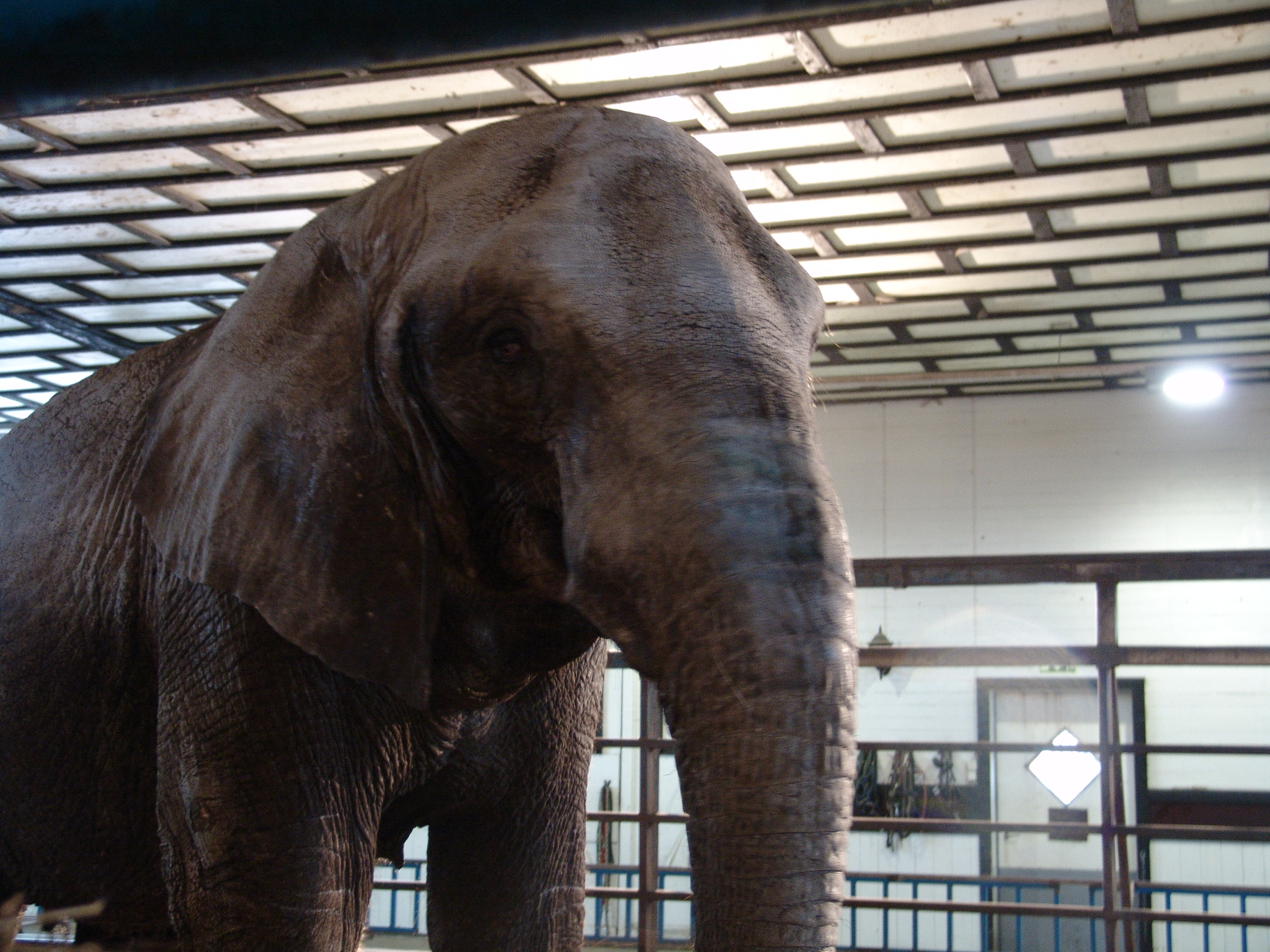
Vanni

Djurparken Zoolandia ligger i finska Lundo strax utanför Åbo och har ett bestånd av inhemska och tropiska djur.
Fram till 2005 bodde där Vanni, Finlands enda elefant. 2005 överfördes hon dock till Nikolajev Zoo i Ukraina, där hon dog tio månader senare.